# Reichsdirektorium
Als Reichsdirektorium oder auch Reichstagsdirektorium werden die kurfürstlichen Beamten des Erzbischofs von Mainz bezeichnet, welche die Sitzungen des Reichstags im Heiligen Römischen Reich (bis 1806) leiteten und organisierten.
Häufig wird das Direktorium als eine Art „Präsidentschaft“ bezeichnet, Kurmainz kann insofern als Vorgänger des heutigen Bundesratspräsidenten gesehen werden.
„Es ist schon gemeldet worden, dass Chur-Maynz bey Reichs-Conventen das allgemeine Reichs-Directorium führet; und zwar dieses ganz allein“, zumal das Mainzer Direktorium den offiziellen Schriftverkehr, unter anderem die Gutachten der Abstimmungen im Reichstag, regelten und überdies die Vollmachten der Vertreter der Reichsstände vornahm.

## Organisation der Reichstage
Wie üblich, meldeten sich alle Gesandtschaften, die beim Reichstag eintrafen, umgehend in der Mainzer Kanzlei, legten ihre Vollmachten vor und ließen Namen, Tag der Meldung und Unterkunft registrieren. Abschriften der Listen übergaben die Kanzlisten dem Reichsmarschall, der danach die Termine mitteilte, beginnend mit der Ladung zur Proposition. Wer sich nicht angemeldet oder seine Vollmacht nicht in der Mainzer Kanzlei hinterlegt hatte, konnte Sitz und Stimme in den Kurien nicht geltend machen. Am Ende des Reichstags benutzte der Mainzer Kanzler die Auflistung, um die Subskription des Reichsabschieds zusammenzustellen.
Die entscheidende Aufwertung – und im Grunde die eigentliche Etablierung – des Reichstagsdirektoriums als Behörde erfolgte durch den Wandel des Reichstags zu einer ständig tagenden Versammlung. Dass sich der Reichstag zu einem permanenten Gesandtenkongress entwickelte, verlieh ihm nicht nur einen moderneren Charakter gegenüber den älteren Tagen des 16. Jahrhunderts, sondern erhöhte die Komplexität der Reichspolitik und die organisatorischen Anforderungen. Damit erhielt auch die Geschäftsführung einen größeren Stellenwert: Die Aktenführung im Allgemeinen, die Handhabung der eingehenden, an den Reichstag gerichteten Schriftstücke, ihre offizielle Weiterleitung an die Gesandten bzw. die Reichsstände durch die Diktatur (das Diktieren der Schriftstücke), die Einleitung von Beratungen mittels Ansage, Verlass und Proposition, die Abfassung der Reichstagsbeschlüsse und die Legitimation der Reichstagsgesandten durch die Entgegennahme ihrer Beglaubigungsschreiben wurden zu wesentlichen Aufgaben, die Kurmainz zwar bereits teilweise im 16. Jahrhundert wahrgenommen hatte, die nun aber von einer vollwertige Behörde mit Kanzlei kontinuierlich erledigt werden mussten, um eine konstante allgemeine Geschäftsleitung des permanenten Reichstags zu gewährleisten.